# Durbin (Virgínia Ocidental)
Durbin é uma cidade  localizada no estado norte-americano de Virgínia Ocidental, no Condado de Pocahontas.

## Demografia
Segundo o censo norte-americano de 2000, a sua população era de 262 habitantes.
Em 2006, foi estimada uma população de 249, um decréscimo de 13 (-5.0%).

## Geografia
De acordo com o United States Census Bureau tem uma área de
1,5 km², dos quais 1,5 km² cobertos por terra e 0,0 km² cobertos por água. Durbin localiza-se a aproximadamente 836 m acima do nível do mar.

## Localidades na vizinhança
O diagrama seguinte representa as localidades num raio de 36 km ao redor de Durbin.